# Okres Blansko
Okres Blansko je okres v severní části Jihomoravského kraje. Téměř celé území okresu leží na Moravě, pouze osadou Jobova Lhota, jež je místní částí obce Kněževes, zasahuje i do Čech. Jeho dřívějším sídlem bylo město Blansko. Území okresu Blansko se člení do dvou správních obvodů obcí s rozšířenou působností: Blansko a Boskovice.
Z jihomoravských okresů sousedí na jihu s okresem Brno-venkov a na jihovýchodě s okresem Vyškov. Dále hraničí na východě s okresem Prostějov Olomouckého kraje, na severu s okresem Svitavy Pardubického kraje a na západě s okresem Žďár nad Sázavou kraje Vysočina. Jediným bodem hraničí i s okresem Brno-město, a to na styku hranic katastrálních území Vranov u Brna, Útěchov u Brna, Bílovice nad Svitavou a Adamov (přibližná poloha bodu 49°17′12″ s. š., 16°38′56″ v. d.).

## Struktura povrchu

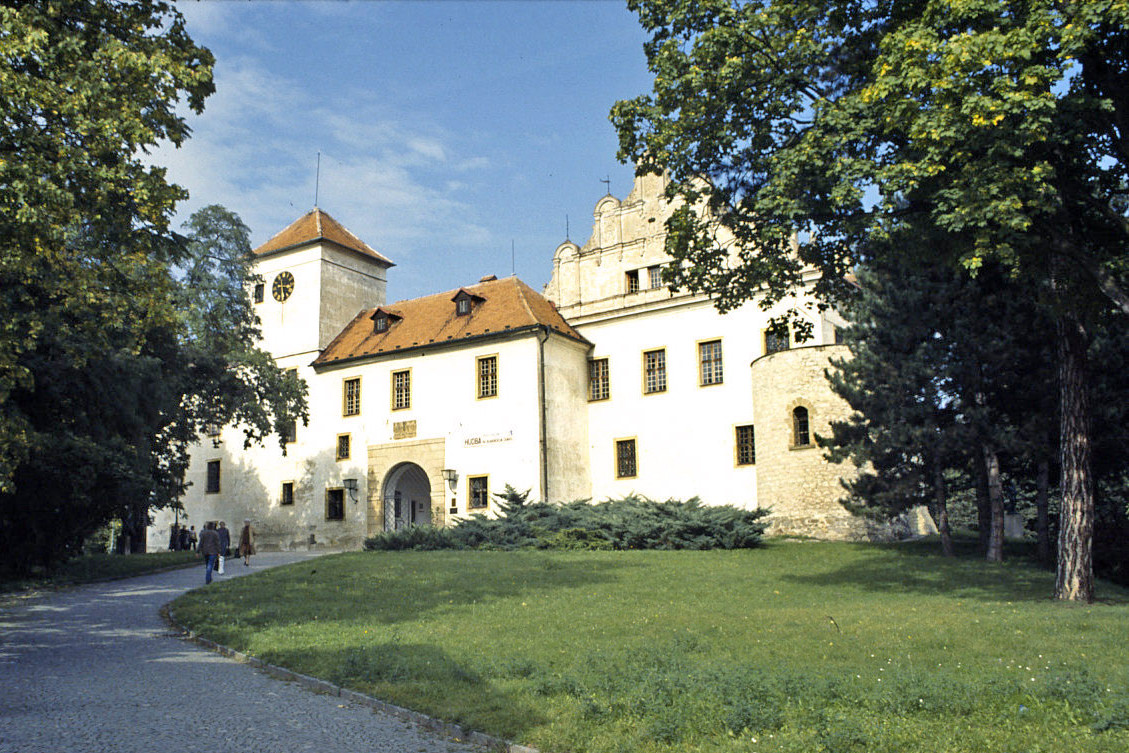
Zámek Blansko

K 31. prosinci 2003 měl okres celkovou plochu 942,46 km², z toho:
- 46,93 % zemědělských pozemků, které z 72,27 % tvoří orná půda (33,92 % rozlohy okresu)
- 53,07 % ostatní pozemky, z toho 82,69 % lesy (43,88 % rozlohy okresu)

Okres Blansko je převážně hornatý, jeho západní části leží v Hornosvratecké vrchovině, východní části v Drahanské vrchovině. Středem okresu se táhne Boskovická brázda. Turisticky nejatraktivnější částí je Moravský kras, který leží v jihovýchodní části okresu.
Nejvýše položená obec okresu je Benešov, který má nadmořskou výškou 673 metrů, nejvyšším bodem jsou Skály, ležící ve stejnojmenné přírodní rezervaci, která se nachází na rozmezí okresů Blansko a Prostějov a dosahuje 724 metrů nad mořem. Nejnižším místem je údolí řeky Svitavy u Adamova, kde je nadmořská výška 248 metrů.
Na okrese Blansko převažují hnědozemě, půdy jílovito-hlinité a jílovité, v povodí Svitavy se vyskytují i černozemě. Kromě níže položených oblastí okresu, kde je klima teplejší, se průměrná roční teplota pohybuje v rozmezí 7 až 8 °C. Kvalitou ovzduší patří okres Blansko k nejčistším oblastem v republice.

## Z historie
Po roce 1850, kdy došlo k zrušení šlechtických panství, bylo v obvodu dnešního okresu ustanoveno hejtmanství v Boskovicích. K němu náležely tři soudní okresy – Blansko, Boskovice a Kunštát. S výjimkou okupačních změn trvala tato správní organizace až do roku 1949. Po tomto roce byly v obvodu současného okresu zřízeny dva okresy: Blansko a Boskovice. Poslední velká reorganizace proběhla v roce 1960, kdy byl zřízen okres Blansko, který s menšími změnami trvá dosud.

## Demografické údaje
Data k 30. červnu 2005:
| Popis          | Celkem  | Ženy           | Muži           |
| -------------- | ------- | -------------- | -------------- |
| počet obyvatel | 107 889 | 55 017 50,99 % | 52 870 49,01 % |
| průměrný věk   | 39,7    | 41,2           | 38,2           |

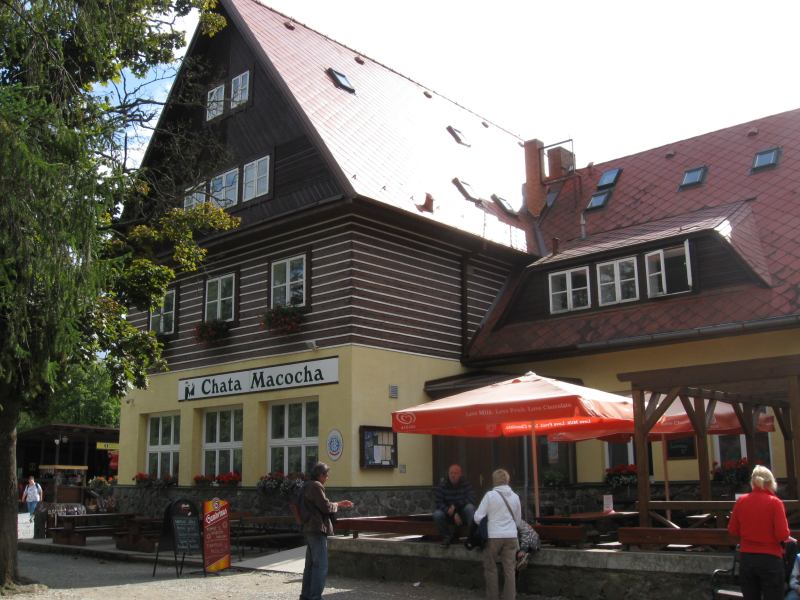
Chata na Macoše

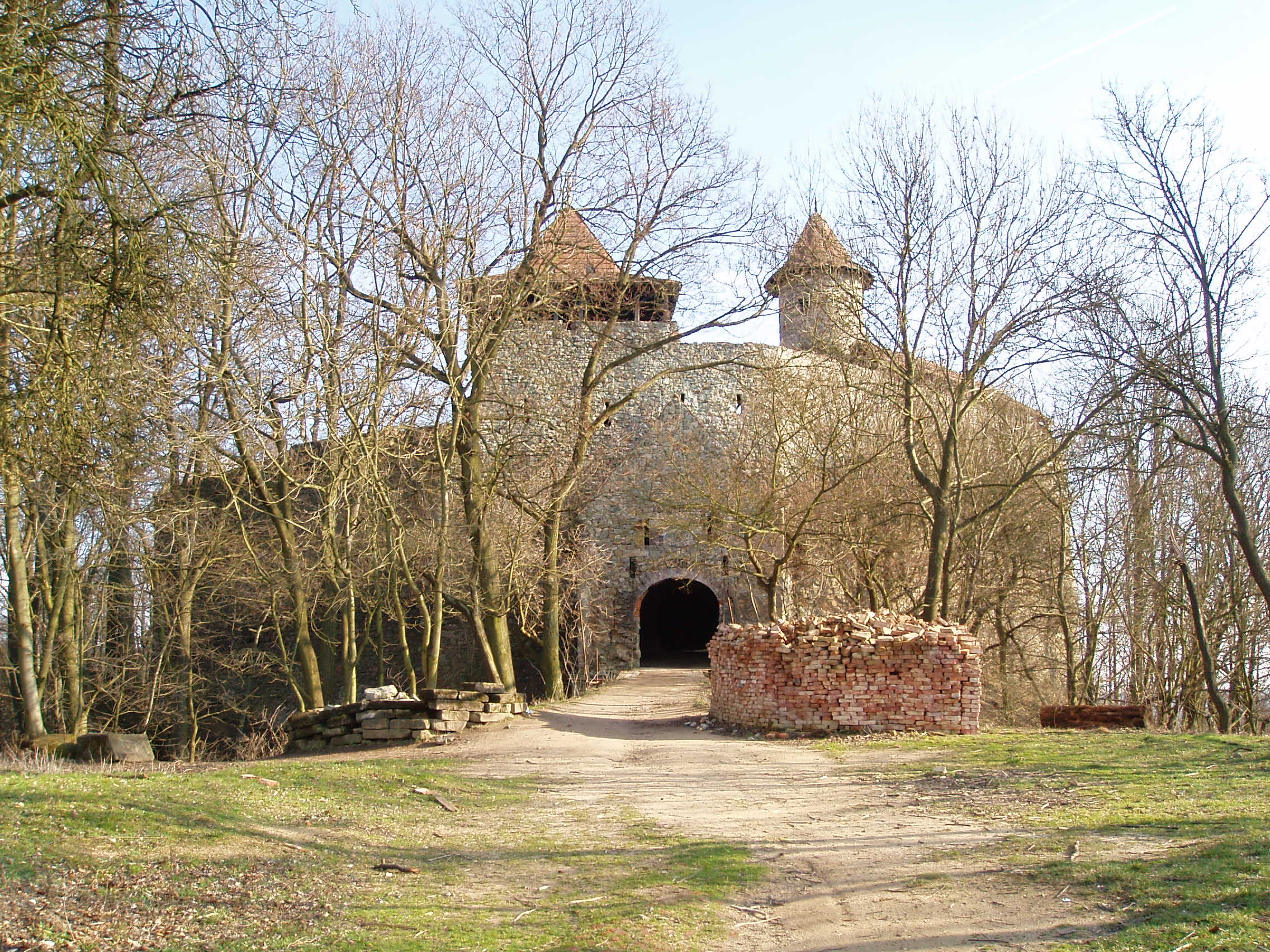
Nový hrad

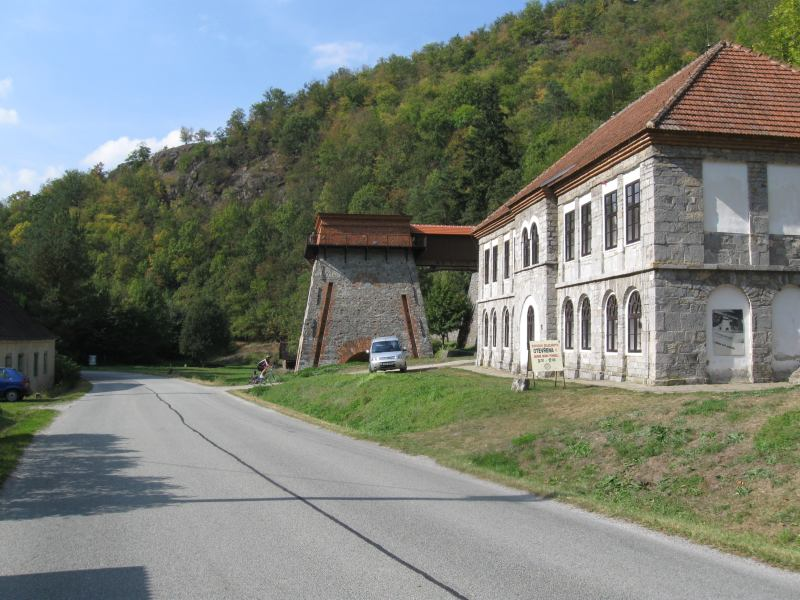
Huť Františka

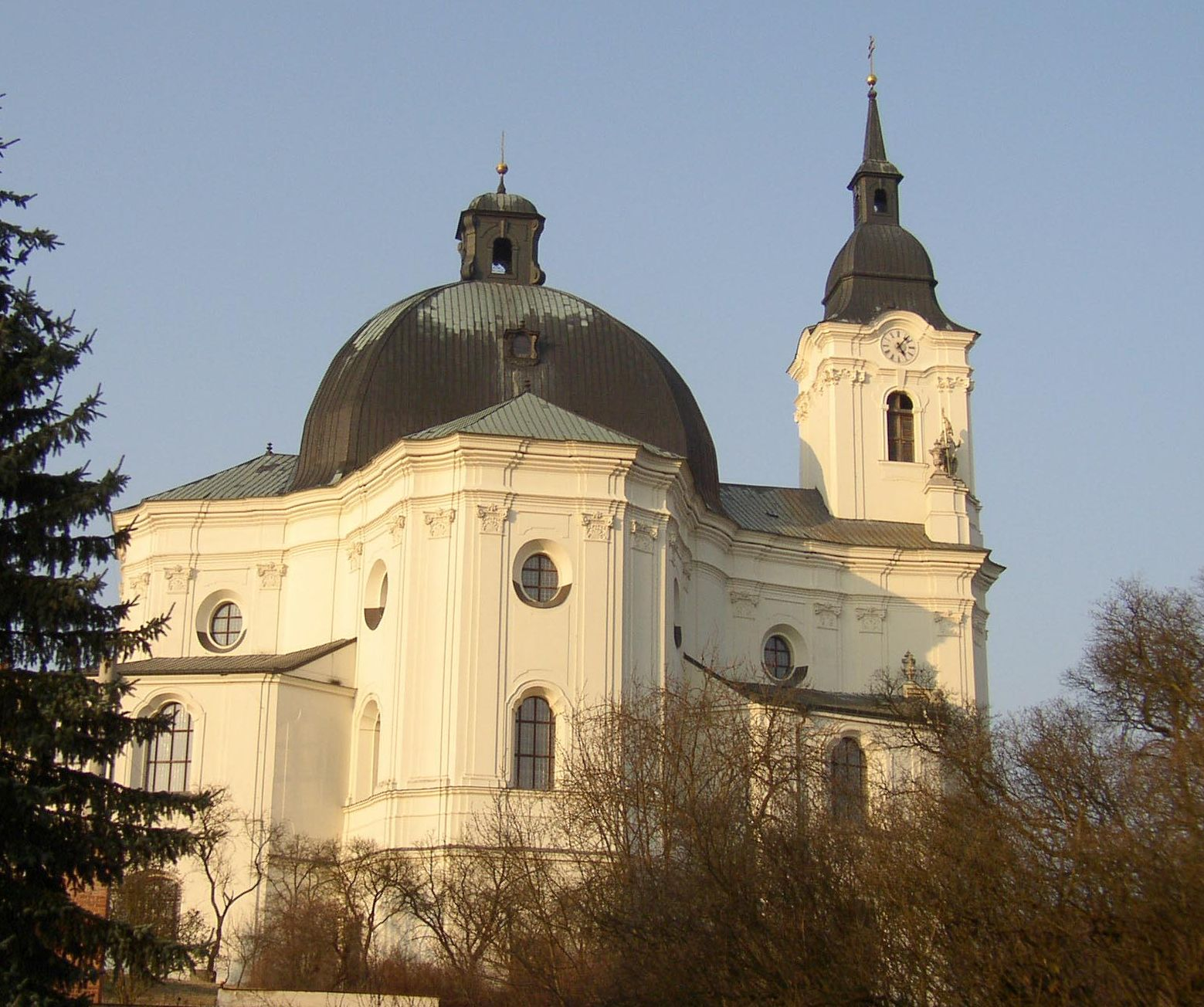
Poutní chrám Jména Panny Marie ve Křtinách

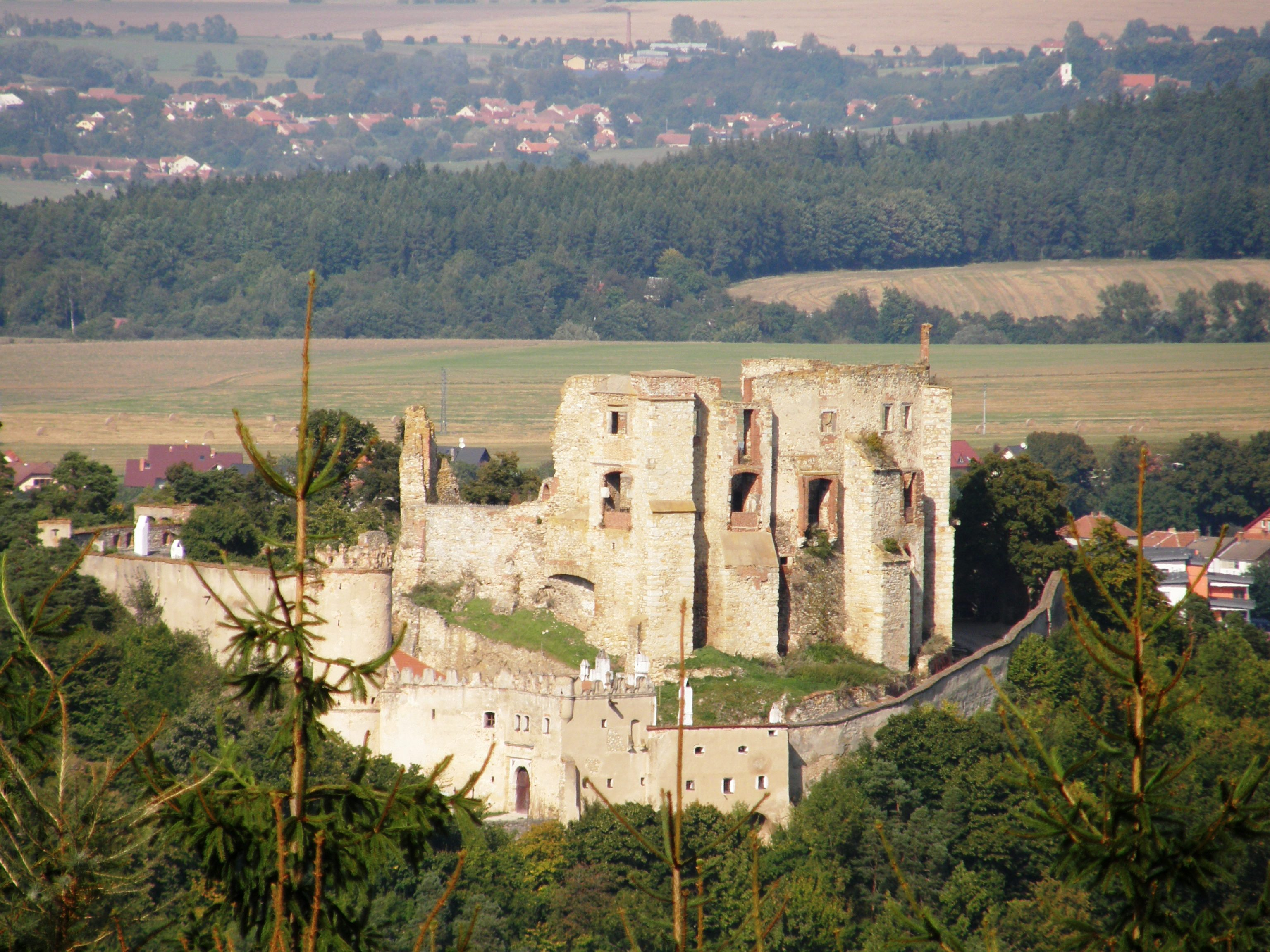
Hrad v Boskovicích

- hustota zalidnění: 114 obyvatel/km²
- 51,43 % obyvatel žije ve městech

### Zaměstnanost
(2006)
| Počet obyvatel se stálým zaměstnáním | 24 728    |
| Průměrný plat                        | 13 950 Kč |
| Nezaměstnaných                       | 3815      |
| Míra nezaměstnanosti (2007)          | 5,59 %    |

### Školství
(2003)
| Druh školy                     | Počet škol |
| ------------------------------ | ---------- |
| Mateřské školy                 | 71         |
| Základní školy                 | 56         |
| Gymnázia                       | 4          |
| Střední školy průmyslové školy | 10         |
| Střední odborná učiliště       | 8          |
| Vyšší odborné školy            | 1          |

### Zdravotnictví
(2003)
| Lékaři                          | 318 |
| Nemocnice                       | 2   |
| Specializovaná léčebná zařízení | 4   |
| Zubní lékaři                    | 48  |
| Lékárny                         | 18  |

### Zdroj
- Český statistický úřad

## Cestovní ruch

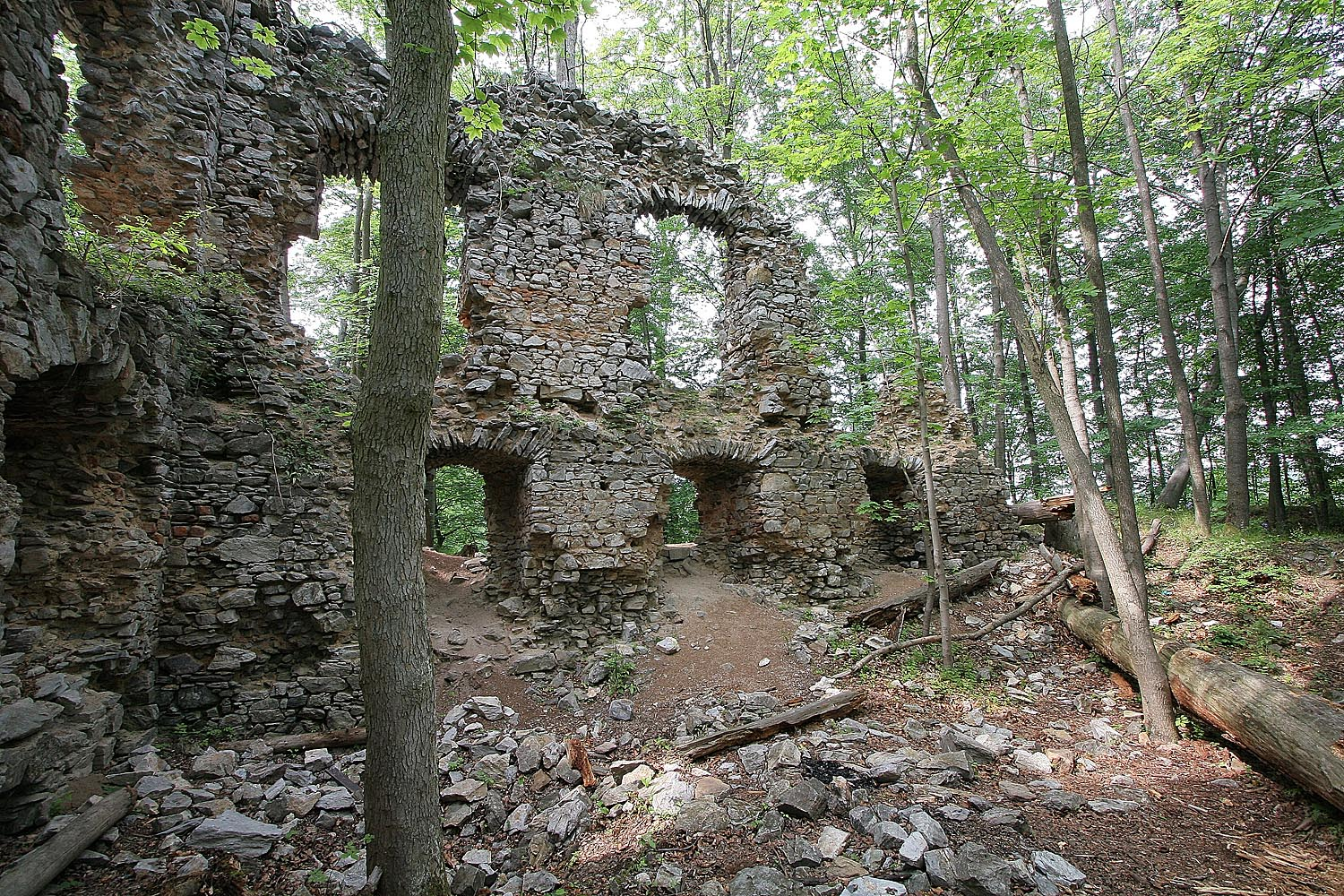
Zřícenina hradu Blansek

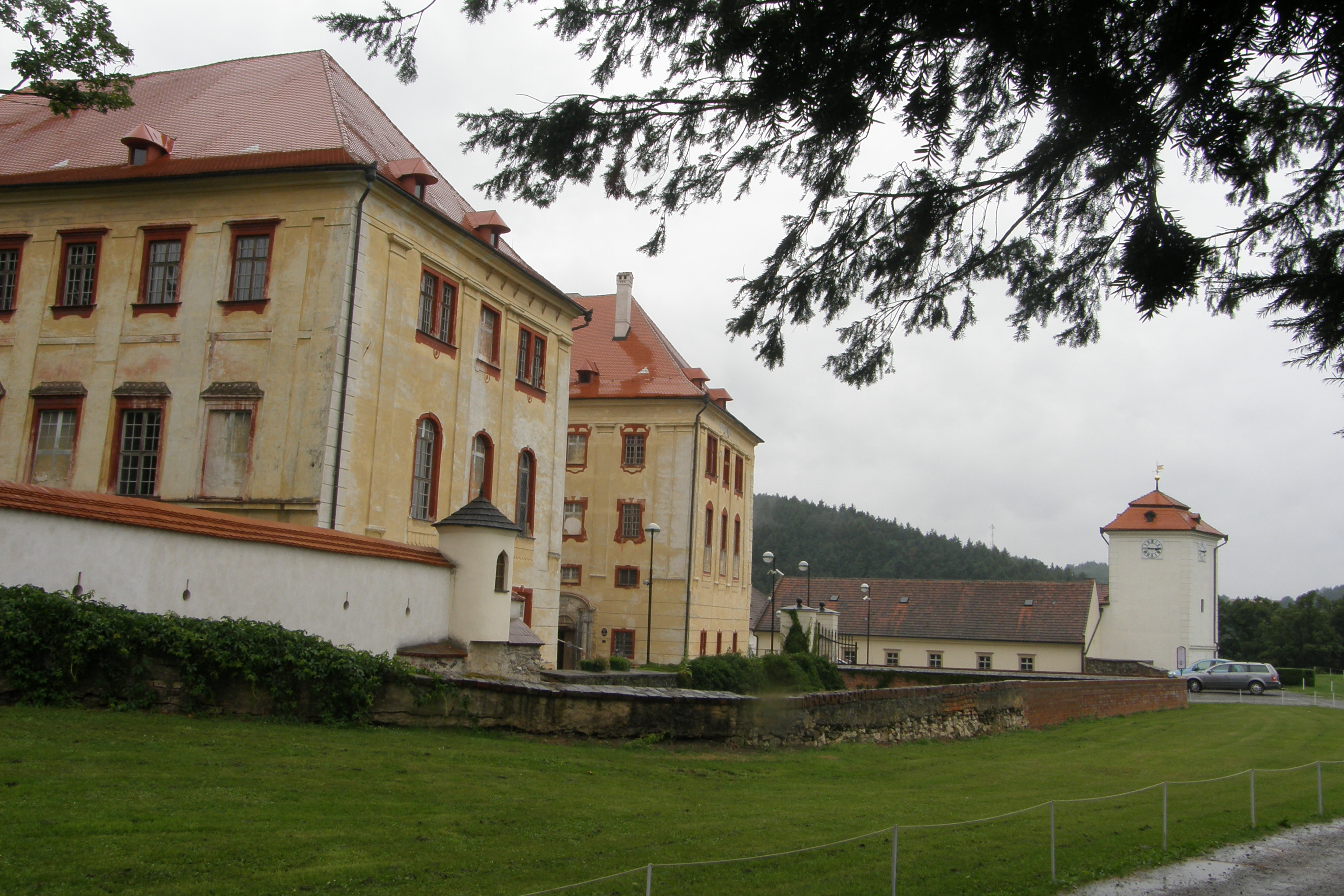
Zámek Kunštát

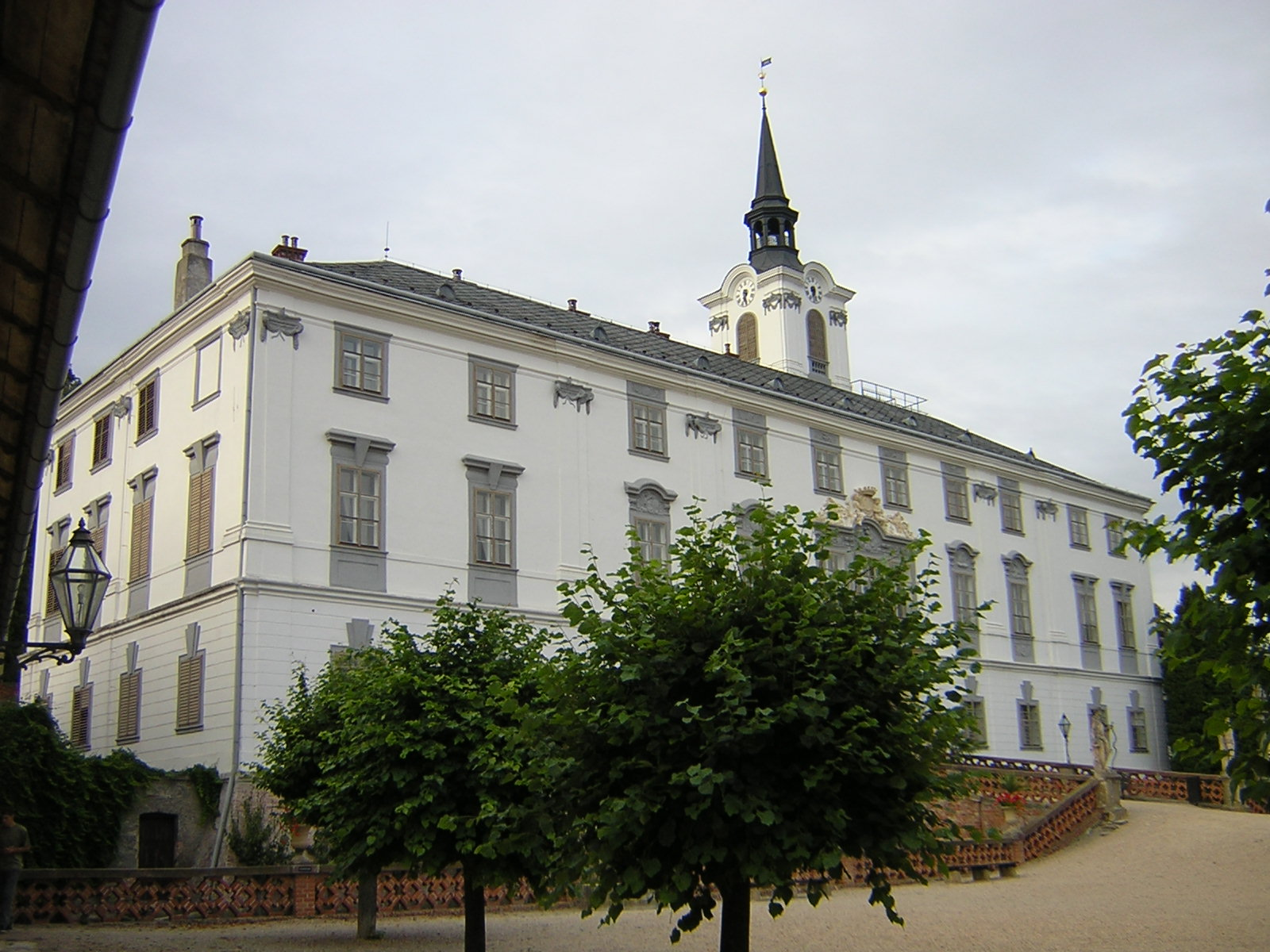
Zámek Lysice

Okres Blansko se skládá z několika turistických oblastí, z nichž nejvýznamnější je Moravský kras a okolí, ležící v jeho jihovýchodní části. Kromě propasti Macocha a zpřístupněných jeskyní se zde nachází množství krasových kaňonů, krasových propadání, závrtů, volně přístupných jeskyní i řada památek. Patří mezi ně zámek Rájec nad Svitavou, zámek v Blansku, poutní kostel Jména Panny Marie ve Křtinách, poutní kostel Panny Marie Bolestné ve Sloupě, kostel sv. Barbory v Adamově se Světelským oltářem, Alexandrova rozhledna, opravená zřícenina Nového hradu, zříceniny hradů Holštejn, Blansek, Čertův hrádek a Doubravice, větrný mlýn s muzeem v Rudici, Huť Františka u Adamova, vápenka Velká dohoda u Lipovce, Muzeum perleťářství a tradičního bydlení v Senetářově a další. V této části okresu se též nachází množství zaniklých středověkých osad, z nichž nejznámější je Bystřec. V Jedovnicích, které jsou významnou rekreační oblastí, leží největší rybník okresu Olšovec, který má 42 hektarů. Na něj navazuje přírodní park Rakovecké údolí, které se táhne až do okresu Vyškov. Nejvyšším bodem této oblasti je kopec Kojál (601 m n. m.), na němž leží stejnojmenný televizní a rozhlasový vysílač. Významným bodem rozhledu je rozhledna Podvrší u Veselice.
Spádovým městem severovýchodní části okresu Blansko jsou Boskovice s množstvím významných památek, kterými jsou zámek Boskovice, hrad Boskovice - rodové sídlo pánů z Boskovic, židovské město a mnoho dalších, známé je i boskovické westernové městečko. Severovýchodně od města se rozprostírá přírodní park Řehořkovo Kořenecko, který je významnou klidovou zónou. Zajímavou lokalitou je i přírodní rezervace Durana, kde se nacházejí pozůstatky stejnojmenné středověké fortifikace. Na kopci nad obcí Svitávka leží pozůstatky hrádku a kaple.
V severní části okresu leží město Letovice, kterému vévodí stejnojmenný hrad přestavěný na zámek. Západně od Letovic na potoce Křetínka je vodní nádrž, která je rekreačním centrem. Severně od města se nachází zřícenina hradu Rumberk, jenž byl odkryt při archeologickém výzkumu v roce 2009. Poblíž leží i přírodní památka Babolský háj.
Na severozápadě okresu Blansko leží město Kunštát, kterému vévodí zámek (dříve hrad) Kunštát, rodové sídlo pánů z Kunštátu a jedno z hypotetických míst, kde se mohl narodit český král Jiří z Poděbrad a Kunštátu. Nachází se zde přírodní park Halasovo Kunštátsko a severně od města leží jeskyně Blanických rytířů. Dalším městem tohoto regionu je Olešnice, poblíž které se nachází Olešnická rozhledna, zámek Lamberk a zřícenina hradu Louka.
Významným městem v jihozápadní části jsou Lysice, kde leží renesanční a barokní zámek. Poblíž se nachází zřícenina hradu Rychvald, přírodní památka Lysická obora a rozhledna Babylon. Dále zde leží městys Černá Hora, se stejnojmenným zámkem a pivovarem. Poblíž Bořitova se vypínají dva kopce - Malý Chlum na kterém je rozhledna, a Velký chlum se Sousoším husitských bojovníků.

## Doprava

### Železniční doprava
Železniční síť na okrese Blansko je poměrně řídká. Roku 1849 byla dána do provozu železniční trať Brno – Česká Třebová. Nyní je součástí Prvního železničního koridoru. V roce 1889 byl zahájen provoz na druhé trati Česká Třebová–Skalice nad Svitavou, která vede přes Velké Opatovice a Boskovice. Roku 1899 došlo k jednání o vytvoření železniční tratě Blansko–Vyškov, které však nebylo realizováno. Stejně tak nebyly počátkem 20. století realizovány návrhy na zbudování železničních tratí do Moravského krasu, Líšně, Prostějova či Tišnova. K dalšímu rozvoji železničních tratí nedošlo a Blanensko se soustředilo na autobusovou dopravu, kterou realizovali soukromí dopravci. V roce 1949 vznikl podnik Československá státní automobilová doprava, který zajišťoval autobusovou dopravu až do roku 1994, kdy došlo k liberalizaci autobusové dopravy a k její privatizaci. V současné době zajišťují hromadnou dopravu autobusové linky a vlakové spoje, které jsou součástí Integrovaného dopravního systému Jihomoravského kraje.

### Silniční doprava
Hlavním silničním tahem okresu je silnice I/43. Dále zde vede silnice I/19. Silnice II. třídy v okrese jsou II/150, II/362, II/365, II/368, II/372, II/373, II/374,II/376, II/377, II/378 a II/379.

## Seznam obcí a jejich částí

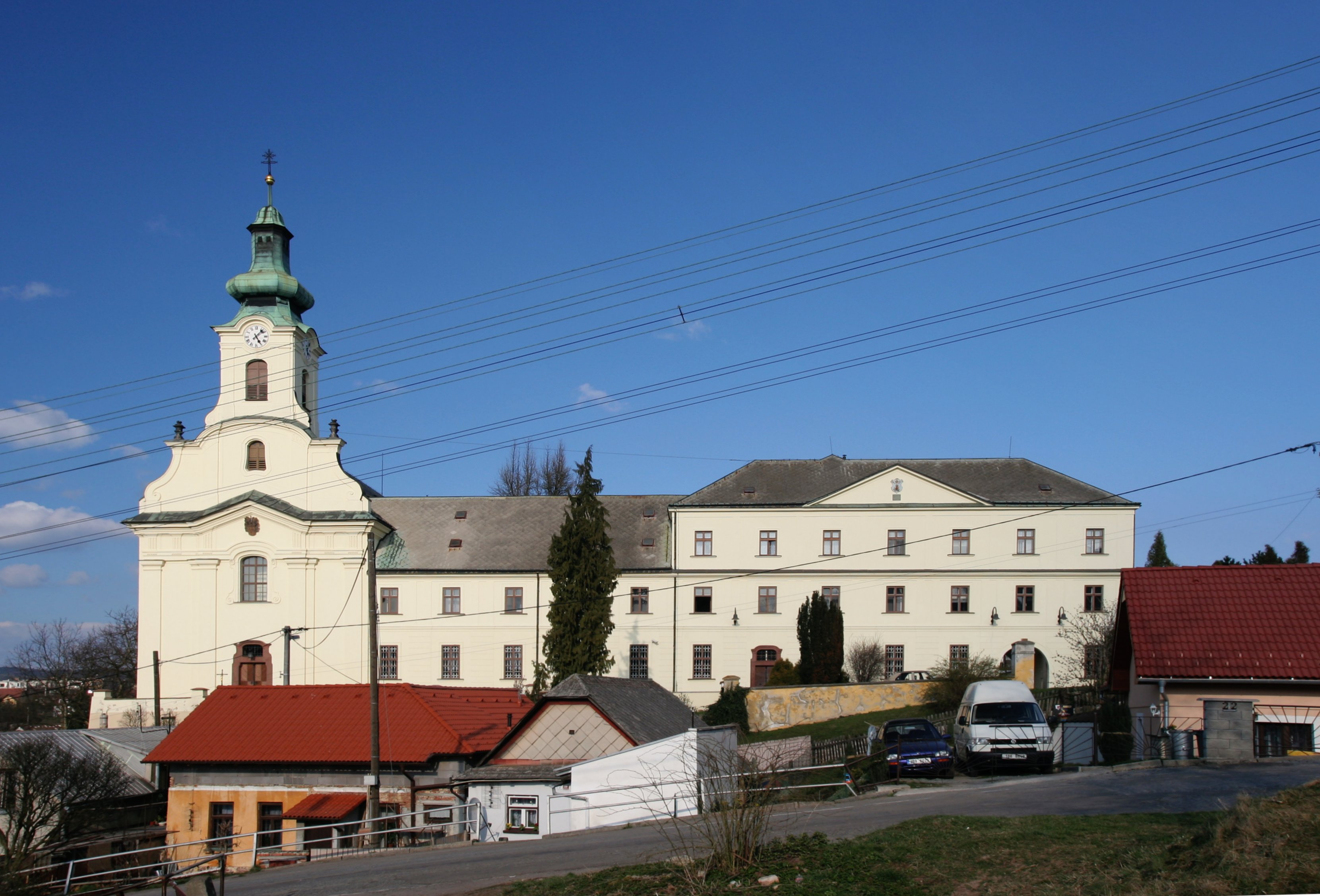
Klášter milosrdných bratří v Letovicích

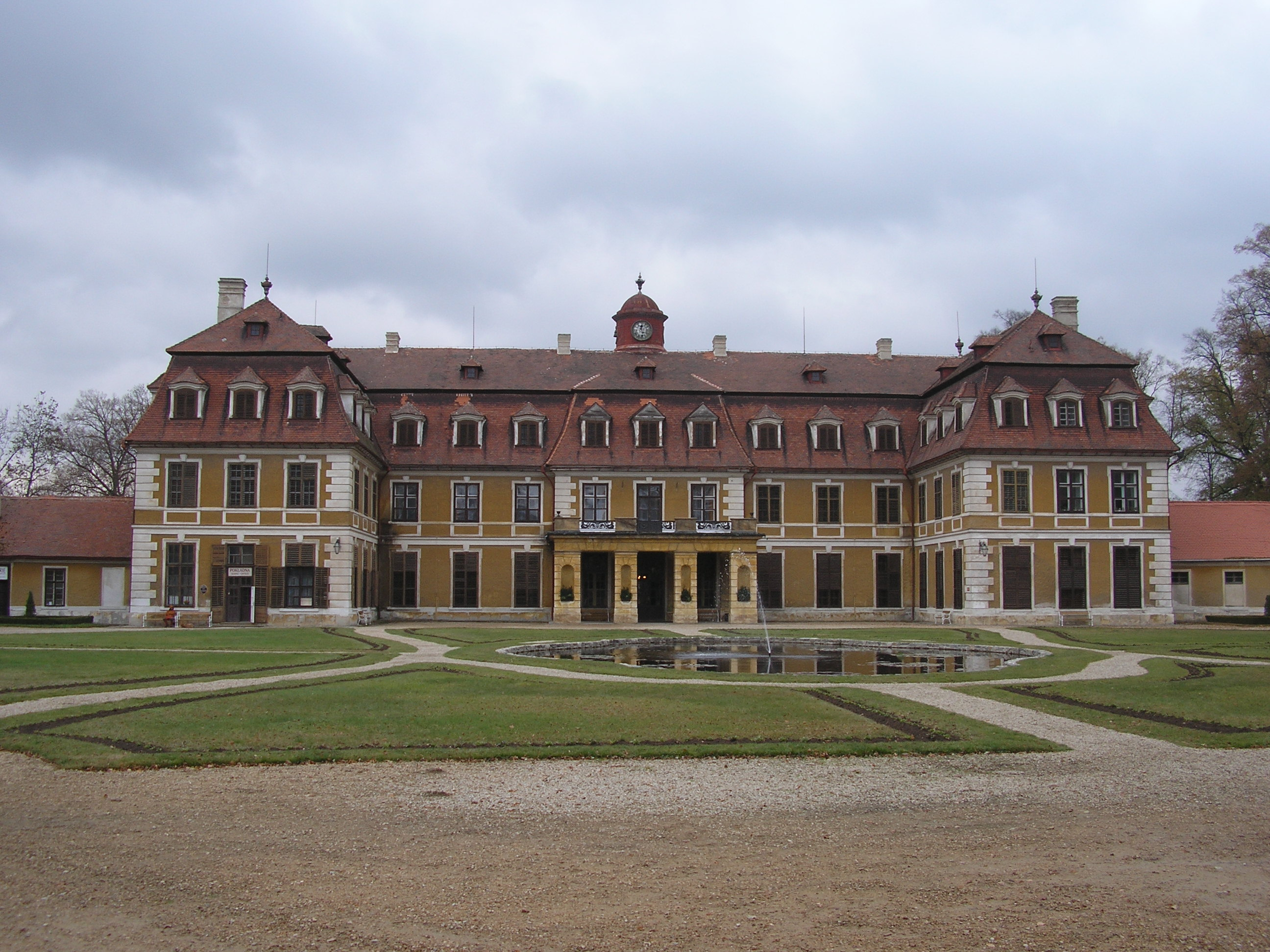
Zámek Rájec nad Svitavou

Města jsou uvedena tučně, městyse kurzívou, části obcí malince.
Adamov •
Bedřichov •
Benešov •
Blansko (Češkovice • Dolní Lhota • Horní Lhota • Hořice • Klepačov • Lažánky • Obůrka • Olešná • Skalní mlýn • Těchov • Žižlavice) •
Borotín •
Bořitov •
Boskovice (Bačov • Hrádkov • Mladkov • Vratíkov) •
Brťov-Jeneč (Brťov u Černé Hory • Jeneč) •
Bukovina •
Bukovinka •
Býkovice •
Cetkovice •
Crhov •
Černá Hora •
Černovice •
Deštná (Rumberk) •
Dlouhá Lhota •
Doubravice nad Svitavou •
Drnovice •
Habrůvka •
Hodonín •
Holštejn •
Horní Poříčí •
Horní Smržov •
Chrudichromy •
Jabloňany •
Jedovnice •
Kněževes (Jobova Lhota • Veselka) •
Knínice •
Kořenec •
Kotvrdovice •
Kozárov •
Krasová •
Krhov •
Křetín (Dolní Poříčí) •
Křtěnov •
Křtiny •
Kulířov •
Kunčina Ves •
Kunice •
Kuničky •
Kunštát (Hluboké u Kunštátu • Rudka • Sychotín • Touboř • Újezd) •
Lazinov •
Lažany •
Letovice (Babolky • Dolní Smržov • Chlum • Jasinov • Kladoruby • Klevetov • Kněževísko • Kochov • Lhota • Meziříčko • Novičí • Podolí • Slatinka • Třebětín • Zábludov • Zboněk) •
Lhota Rapotina •
Lhota u Lysic •
Lhota u Olešnice •
Lipovec (Marianín) •
Lipůvka •
Louka •
Lubě •
Ludíkov •
Lysice •
Makov •
Malá Lhota •
Malá Roudka (Skočova Lhota) •
Míchov •
Milonice •
Němčice •
Nýrov •
Obora •
Okrouhlá •
Olešnice •
Olomučany •
Ostrov u Macochy •
Pamětice •
Petrov •
Petrovice •
Prostřední Poříčí •
Rájec-Jestřebí (Holešín • Jestřebí • Karolín • Rájec) •
Ráječko •
Roubanina •
Rozseč nad Kunštátem •
Rozsíčka •
Rudice •
Sebranice •
Senetářov •
Skalice nad Svitavou •
Skrchov •
Sloup •
Spešov •
Stvolová (Skřib • Vlkov) •
Sudice •
Suchý •
Sulíkov (Vřesice) •
Světlá •
Svinošice •
Svitávka (Sasina) •
Šebetov •
Šebrov-Kateřina (Svatá Kateřina • Šebrov) •
Šošůvka •
Štěchov (Lačnov) •
Tasovice •
Uhřice •
Újezd u Boskovic •
Újezd u Černé Hory •
Úsobrno •
Ústup •
Valchov •
Vanovice (Drválovice) •
Vavřinec (Nové Dvory • Punkevní žleb • Suchdol • Veselice) •
Vážany •
Velenov •
Velké Opatovice (Bezděčí • Brťov u Velkých Opatovic • Korbelova Lhota • Svárov • Velká Roudka) •
Vilémovice •
Vísky •
Voděrady •
Vranová •
Vysočany (Housko • Molenburk) •
Závist •
Zbraslavec •
Žďár •
Žďárná •
Žernovník •
Žerůtky

### Změna hranice okresu
Do 1. ledna 2007 byly v okrese Blansko také obce:
- Běleč – poté okres Brno-venkov
- Brumov – poté okres Brno-venkov
- Březina – poté okres Brno-venkov
- Bukovice – poté okres Brno-venkov
- Hluboké Dvory – poté okres Brno-venkov (se zříceninou hradu Trmačov)
- Lomnice – poté okres Brno-venkov (se zámkem Lomnice)
- Ochoz u Tišnova – poté okres Brno-venkov
- Osiky – poté okres Brno-venkov (se zaniklým hradem Osiky)
- Rašov – poté okres Brno-venkov
- Rohozec – poté okres Brno-venkov
- Strhaře – poté okres Brno-venkov
- Synalov – poté okres Brno-venkov
- Unín – poté okres Brno-venkov
- Zhoř – poté okres Brno-venkov

## Řeky

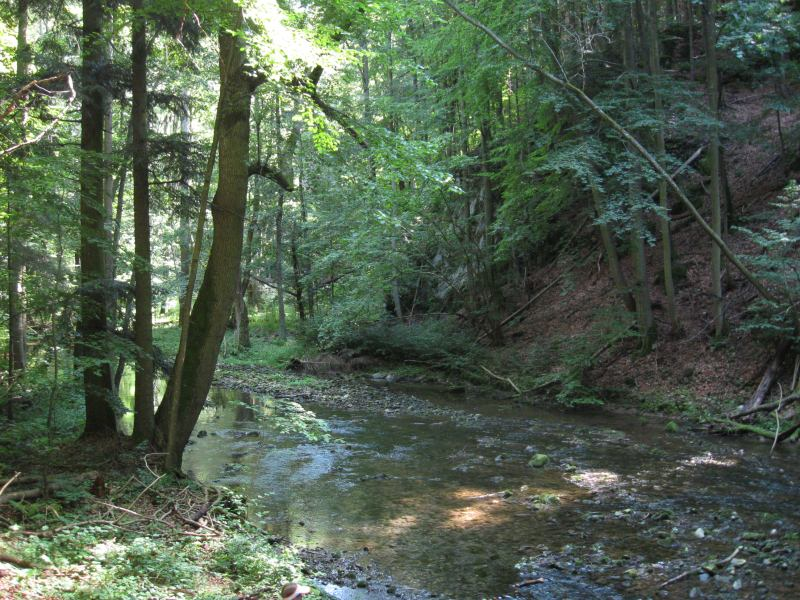
Říčka Punkva v Pustém žlebu

- Punkva
- Svitava
- Křetínka
- Hodonínka